# Чемпионат Европы по настольному теннису 2002
23-й Чемпионат Европы по настольному теннису проходил с 30 марта по 7 апреля 2002 года в Загребе (Хорватия).

## Медалисты

### Мужчины
| Разряд               | Золото                                                                         | Серебро                                                              | Бронза                                                              |
| -------------------- | ------------------------------------------------------------------------------ | -------------------------------------------------------------------- | ------------------------------------------------------------------- |
| Одиночный разряд     | Тимо Болль                                                                     | Калиникос Креанга                                                    | Зоран Приморац                                                      |
| Одиночный разряд     | Тимо Болль                                                                     | Калиникос Креанга                                                    | Вернер Шлагер                                                       |
| Парный разряд        | Тимо Болль Золтан Фейер-Коннерт                                                | Луцьян Блащик Томаш Кржешевски                                       | Патрик Шиля Дамьен Элуа                                             |
| Парный разряд        | Тимо Болль Золтан Фейер-Коннерт                                                | Луцьян Блащик Томаш Кржешевски                                       | Данни Хейстер Тринко Кен                                            |
| Командное первенство | Швеция · Петер Карлссон · Ян-Уве Вальднер · Фредрик Хаканссон · Йенс Лундквист | Германия · Торбен Восик · Тимо Болль · Ларс Хиршель · Бастиан Штегер | Австрия · Вернер Шлагер · Роберт Гардос · Чэнь Вэйсин · Цянь Цяньли |

### Женщины
| Разряд               | Золото                                                   | Серебро                                                                    | Бронза                                                    |
| -------------------- | -------------------------------------------------------- | -------------------------------------------------------------------------- | --------------------------------------------------------- |
| Одиночный разряд     | Ни Сялянь                                                | Кристина Тот                                                               | Чилла Баторфи                                             |
| Одиночный разряд     | Ни Сялянь                                                | Кристина Тот                                                               | Тамара Борош                                              |
| Парный разряд        | Тамара Борош Михаэла Штефф                               | Виктория Павлович Татьяна Костромина                                       | Светлана Ганина Ирина Палина                              |
| Парный разряд        | Тамара Борош Михаэла Штефф                               | Виктория Павлович Татьяна Костромина                                       | Рута Гаркаускайте Йоланта Прусене                         |
| Командное первенство | Румыния · Михаэла Штефф · Адриана Настасе · Ана Гогорита | Германия · Йессика Гёбель · Николь Штрузе · Таня Хайн-Хофман · Эльке Восик | Швеция · Оса Свенссон · Сандра Юханссон · Сусанне Йонссон |

### Микст
| Разряд           | Золото                  | Серебро                                 | Бронза                        |
| ---------------- | ----------------------- | --------------------------------------- | ----------------------------- |
| Смешанный разряд | Луцьян Блащик Ни Сялянь | Александр Каракашевич Рута Гаркаускайте | Чэнь Вэйсин Виктория Павлович |
| Смешанный разряд | Луцьян Блащик Ни Сялянь | Александр Каракашевич Рута Гаркаускайте | Вернер Шлагер Лю Цзя          |